# 가노촌 (도야마현)
가노촌(加納村)은 도야마현 이미즈군·히미군에 있던 촌이다. 현재 히미시 중심부에 해당하는 가노 지구로, 지구 내에는 가나자와의과대학 히미시민병원과 구 후지야마현립 아리소 고등학교의 교사와 체육관을 활용한 히미시청 신청사가 있다.

## 역사
- 1889년 4월 1일 - 정촌제 시행에 의해 이미즈군 가노촌이 성립하였다.
- 1896년 3월 29일 - 군 개편에 의해 이미즈군에서 분립해 히미군이 성립하여, 히미군에 속하게 되었다.
- 1940년 4월 1일 - 히미군 히미정에 편입되었다.

## 참고문헌
- 『市町村名変遷辞典』東京堂出版、1990年。